# Phalangopsis carvalhoi
Phalangopsis carvalhoi är en insektsart som först beskrevs av Costa Lima 1953.  Phalangopsis carvalhoi ingår i släktet Phalangopsis och familjen syrsor. Inga underarter finns listade i Catalogue of Life.